# Criminal Activities
Criminal Activities ist ein US-amerikanischer Film aus dem Jahr 2015. Der Schauspieler Jackie Earle Haley gab mit dem Film sein Regiedebüt. Das Drehbuch schrieb Robert Lowell. Die Filmstars sind John Travolta, Michael Pitt, Dan Stevens, Christopher Abbott, Edi Gathegi, Rob Brown und Jackie Earle Haley selbst. Der Film wurde am 20. November 2015 von RLJ Entertainment und Image Entertainment veröffentlicht.

## Handlung
Der Film beginnt mit der Beerdigung eines jungen Mannes. Vier seiner Freunde treffen sich auf der Beerdigung wieder, jeder hat ganz eigene Probleme. Zach misstraut seiner Verlobten und vermutet, dass sie ihn betrügt. Noah leidet nicht nur unter einer bipolaren Störung, sondern hat vor kurzem auch seinen Vater verloren und überraschenderweise fast nichts von ihm geerbt, obwohl dieser überall als reich und erfolgreich galt, Bryce ist auf Alkoholentzug und Warren scheint ein vollständig bindungsloses Leben zu führen.
Gemeinsam beschließen sie, ein illegales Insidergeschäft durchzuführen, wozu sie sich Geld leihen müssen. Das Unternehmen, von dem sie ein größeres Aktienpaket übernehmen, ist jedoch in kriminelle Machenschaften verwickelt, die von den Ermittlungsbehörden aufgedeckt werden. Daraufhin wird der Handel mit den Aktien ausgesetzt und das Investment der vier jungen Männer ist verloren. Das geliehene Geld stammt allerdings von einem Mafia-Gangster, der es nun mit Zinsen verdoppelt zurück verlangt. Dieser Gangster Namens Eddie (John Travolta) bietet ihnen einen Ausweg aus ihrer misslichen Lage an. Er will, dass ein Mann entführt und 24 Stunden lang festgehalten wird, damit Eddie diesen als Druckmittel gegen diejenigen Menschen einsetzen kann, welche seine Nichte entführt hätten. Im Gegenzug für die verlangte Entführung würde Eddie die Schulden der vier Jungen Männer bei ihm als beglichen ansehen.
Nun scheint das Chaos auszubrechen. Nichts funktioniert wie geplant. Schon die Entführung selbst scheitert trotz der 4-zu-1-Situation fast an der Gegenwehr des wehrhaften Opfers. Die Verabredung, keine Namen oder Orte zu nennen, halten die Entführer nicht durch. Insbesondere Noah redet unkontrolliert vor sich hin. Vor allem aber eröffnet das Opfer namens Marques, dass er selbst der Neffe eines anderen hochrangigen Mafia-Bosses sei, so dass mit einer Such- und Strafaktion gerechnet werden müsse. Und tatsächlich setzt der Mafia-Boss eine Belohnung in Höhe von zwei Millionen Dollar für denjenigen aus, der seinen Neffen wiederfindet.
Während der Phase der Entführung sieht man einerseits Eddie, der mit Hilfe seiner Handlanger diverse Familienangelegenheiten auf brutale Weise regelt, und andererseits den konkurrierenden Mafiaboss, der auf der Suche nach seinem Neffen ebenfalls äußerst rücksichtslos und brutal vorgeht. In beiden Lagern kommt es zu diversen Tötungsdelikten.
Unter den Entführern entfalten sich gruppendynamische Prozesse, bei denen herauskommt, dass Noah schon in der Highschool von den anderen drangsaliert und gequält wurde und auch jetzt wieder als nicht gleichberechtigt behandelt wird. Zach ist zwar von Eifersucht zerfressen und reagiert dadurch zum Teil extrem emotional und unkontrolliert, letztlich aber erfüllt er die Erwartung, wie früher die Führungsrolle zu übernehmen.
Gerade als sich Zach entscheidet, dass sich alle vier der Polizei stellen müssten, kommt wie verabredet Eddie mit seinen Killern, gratuliert zur erfolgreichen Entführung und verlangt, dass Marques nun von den Entführern ermordet werden solle, weil nur so sichergestellt werden könne, dass keiner jemals rede und die Polizei nie von der Aktion erfahre. Geschockt von dieser Forderung kommt es zu Streit zwischen den Entführern und letztlich tatsächlich wie von Eddie gefordert zur Erschießung von Marques.
Nach diesem dramatischen Ende werden die Hintergründe offengelegt, durch welche die Protagonisten und Ereignisse in einem anderen Licht erscheinen:
Marques Onkel ist nicht nur Unterweltboss, sondern auch leitender Polizist des Drogendezernats. Marques spielt wie sein Onkel ein Doppelspiel sowohl in der Unterwelt als auch für die Polizei. Eddie hat gar keine Nichte und brauchte also auch überhaupt kein Druckmittel. Die Entführung von Marques diente einzig und allein dazu, von dessen Onkel ein Lösegeld zu erhalten. Der unbeholfene Noah entpuppt sich als Mastermind des gesamten Planes. Er hat sich in Wirklichkeit weiterentwickelt. seine bipolare Störung im Griff und sinnt auf Rache gegen seine früheren Peiniger. Er führt eine sexuelle Beziehung zu Zachs Verlobter. Er tötete den zu Beginn beerdigten Freund und brachte so die Übrigen wieder zusammen. Er heckte den Plan mit dem scheiternden Investment und dem von der Mafia geliehenen Geld aus. In Wirklichkeit war aber auch das nur gespielt, denn Eddie ist in Wahrheit sein eigener Onkel. Durch die Aktion wird Eddie Marques los, der ein für alle gefährliches Doppelspiel zwischen Gangstern und Polizei spielt. Noah erhält für das Auffinden von Marques, obwohl dieser bereits tot ist, tatsächlich die Belohnung und seine Mitentführer werden für die Entführung und Ermordung von Marques an dessen Onkel verraten, so dass ihre Tage gezählt sein dürften.
Eddie gratuliert Noah zu seinem erfolgreichen Coup und bietet ihm einen Einstieg in Eddies Mafiafirma an. Noah aber lehnt dankend ab und beginnt stattdessen mit dem Startkapital von zwei Millionen Dollar zusammen mit der vormaligen Verlobten von Zach und befreit von den Ängsten vor seinen ehemaligen Peinigern ein neues Leben.

## Produktion und Veröffentlichung
Regie führte Jackie Earle Haley. Das Drehbuch schrieb Robert Lowell. Die Produzenten waren Howard Burd, Wayne Allan Rice und Micah Sparks. Die Musik komponierte Keefus Ciancia und für die Kameraführung war Seamus Tierney verantwortlich. Für den Schnitt verantwortlich war Alex Marquez. Die Dreharbeiten fanden am 27. Mai 2014 in Cleveland statt. Der Film kam am 20. November 2015 raus. Am 31. März 2016 erschien der Film mit der Altersfreigabe „ab 16 Jahren“ in Deutschland.

## Rezeption
„[...] Der in den Hauptrollen gut besetzte Gangsterkrimi setzt auf das wortreiche Ausspielen endloser Dialoge, doch weder Drehbuch noch Regie können in dem mit vielen Déjà-vu-Momenten gespickten Thriller Akzente setzen. Das Ergebnis ist allenfalls gepflegtes Zitatenkino.“

Der Film erhielt gemischte Kritiken. Auf Rotten Tomatoes erreicht es eine Punktzahl von 50 % und eine durchschnittliche Bewertung von 5,9/10. Auf Metacritic hat der Film eine Punktzahl von 51/100.